# Binghamton Senators
I Binghamton Senators sono stati una squadra di hockey su ghiaccio dell'American Hockey League con sede nella città di Binghamton, nello stato di New York. Erano affiliati agli Ottawa Senators, squadra della National Hockey League. Nati nel 2002, disputavano i loro match casalinghi presso la Floyd L. Maines Veterans Memorial Arena. Nel 2017 la franchigia fu spostata a Belleville, divenendo Belleville Senators.

## Storia
Con l'arrivo dei Senators nel 2002 la città di Binghamton tornò ad ospitare una franchigia di AHL cinque anni dopo il trasferimento dell'ultima squadra. L'area in precedenza era stata rappresentata nella lega dai Binghamton Dusters (1977-1980), dai Binghamton Whalers (1980-1990) e dai Binghamton Rangers (1990-1997). Nella parentesi di assenza della AHL, fra il 1997 ed il 2002, giocarono i B.C. Icemen nella United Hockey League.
La prima stagione dei Senators si concluse con un record positivo e la vittoria della propria Division, mentre nei playoff avanzarono fino alle semifinali dove furono sconfitti per 4-1 dagli Hamilton Bulldogs. I Senators vinsero il secondo titolo divisionale nella stagione 2004-05, uscendo però al primo turno contro i Penguins.
Nelle cinque stagioni successive i Senators mancarono sempre l'accesso ai playoff, interrompendo la striscia negativa nel 2011. Al primo sconfissero i Manchester Monarchs 4-3 dopo essere stati in svantaggio per 3-1. Al secondo turno invece ebbero la meglio sui Portland Pirates, mentre in semifinale sconfissero i Charlotte Checkers per 4-0. Nelle finali i Senators affrontarono gli Houston Aeros, conquistando sul ghiaccio di casa a Gara-6 la prima Calder Cup della loro storia.

### Affiliazioni
Nel corso della loro storia i Binghamton Senators sono stati affiliati alle seguenti franchigie della National Hockey League:
- Ottawa Senators: (2002-)

## Record stagione per stagione
| Stagione            | Division | Gare | V  | S  | P | OTL | SOL | Punti | GF  | GS  | Piazzamento | Play-off |
| ------------------- | -------- | ---- | -- | -- | - | --- | --- | ----- | --- | --- | ----------- | --- |
| Binghamton Senators |          |      |    |    |   |     |     |       |     |     |             | |
| 2002-03             | East     | 80   | 43 | 26 | 9 | 2   | -   | 97    | 239 | 207 | 1°          | vince 1º turno (Worcester) 3-0 vince 2º turno (Bridgeport) 4-2 perde semifinali (Hamilton) 1-4                                |
| 2003-04             | East     | 80   | 34 | 34 | 9 | 3   | -   | 80    | 210 | 216 | 4°          | perde preliminari (Norfolk) 0-2                                                                                               |
| 2004-05             | East     | 80   | 47 | 21 | - | 7   | 5   | 106   | 276 | 217 | 1°          | perde 1º turno (Wilkes-Barre) 2-4                                                                                             |
| 2005-06             | East     | 80   | 35 | 37 | - | 4   | 4   | 78    | 258 | 295 | 5°          | |
| 2006-07             | East     | 80   | 23 | 48 | - | 4   | 5   | 55    | 225 | 323 | 7°          | |
| 2007-08             | East     | 80   | 34 | 32 | - | 9   | 5   | 82    | 255 | 248 | 6°          | |
| 2008-09             | East     | 80   | 41 | 30 | - | 5   | 4   | 91    | 232 | 238 | 5°          | |
| 2009-10             | East     | 80   | 36 | 35 | - | 6   | 3   | 81    | 251 | 260 | 5°          | |
| 2010-11             | East     | 80   | 42 | 30 | - | 3   | 5   | 91    | 255 | 221 | 5°          | vince 1º turno (Manchester) 4-3 vince 2º turno (Portland) 4-2 vince semifinali (Charlotte) 4-0 vince Calder Cup (Houston) 4-2 |
| 2011-12             | East     | 76   | 29 | 40 | - | 5   | 2   | 65    | 201 | 243 | 5°          | |
| 2012-13             | East     | 76   | 44 | 24 | - | 1   | 7   | 96    | 227 | 188 | 2°          | perde 1º turno (Wilkes-Barre) 0-3                                                                                             |
| 2013-14             | East     | 76   | 44 | 24 | - | 3   | 5   | 96    | 276 | 232 | 1°          | perde 1º turno (Wilkes-Barre) 1-3                                                                                             |
| 2014-15             | East     | 76   | 34 | 34 | - | 7   | 1   | 76    | 242 | 258 | 3°          | |
| 2015-16             | North    | 76   | 31 | 38 | - | 6   | 1   | 69    | 204 | 241 | 7°          | |

## Record della franchigia

### Singola stagione
Gol: 56  Denis Hamel (2005-06)
Assist: 85  Jason Spezza (2004-05)
Punti: 117  Jason Spezza (2004-05)
Minuti di penalità: 551  Brian McGrattan (2004-05)
Media gol subiti: 2.42  Ray Emery (2002-03)
Parate %: .924  Ray Emery (2002-03)

### Carriera
Gol: 203  Denis Hamel
Assist: 189  Denis Hamel
Punti: 392  Denis Hamel
Minuti di penalità: 1051  Brian McGrattan
Vittorie: 67  Ray Emery
Shutout: 11  Ray Emery
Partite giocate: 528  Denis Hamel

## Palmarès

### Premi di squadra
- Calder Cup: 1

2010-2011
- F. G. "Teddy" Oke Trophy: 2

2002-2003, 2004-2005
- Frank Mathers Trophy: 1

2013-2014
- Richard F. Canning Trophy: 1

2010-2011

### Premi individuali
- Eddie Shore Award: 1

Chris Wideman: 2014-2015
- Jack A. Butterfield Trophy: 1

Robin Lehner: 2010-2011
- John B. Sollenberger Trophy: 1

Corey Locke: 2010-2011
- Les Cunningham Award: 2

Jason Spezza: 2004-2005
Corey Locke: 2010-2011
- Willie Marshall Award: 1

Denis Hamel: 2005-2006
- Yanick Dupré Memorial Award: 2

Denis Hamel: 2007-2008
Cody Bass: 2010-2011